# یاسر تولفت
یاسر تولفت (زاده ۲۴ ژوئن ۱۹۷۴ میلادی) یک کمک داور فوتبال اهل کشور بحرین است.
او در سال ۲۰۰۸ میلادی در لیست داوران بین‌المللی فیفا قرار گرفت.
وی در رقابتهای جام جهانی فوتبال ۲۰۱۴ و جام جهانی فوتبال ۲۰۱۸ قضاوت کرده است.